# Jaźwina
Jaźwina est une localité polonaise de la gmina de Łagiewniki, située dans le powiat de Dzierżoniów en voïvodie de Basse-Silésie.

## Histoire
De 1742 à 1945, Langseifersdorf fait partie de l'arrondissement de Reichenbach dans le district de Breslau au sein de la province de Silésie.